# جوزيف درانبور

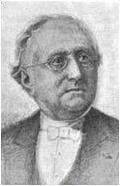
جوزيف درانبور

جوزيف دِيَرنْبُور (بالفرنسية: Joseph Derenbourg)‏ (1226 - 1313 هـ / 1811 - 1895 م) هو مستشرق فرنسي يهودي من أصل ألماني.
ابنه هو المستشرق هرتفيك درانبور. نشر بالعربية ( أمثال لقمان الحكيم و التخليص ) في الأدوية المفردة، لمروان بن جناح القرطبي.